# Vrvari
 Vrvari   (olaszul: Varvaro) ) falu Horvátországban Isztria megyében. Közigazgatásilag Porečhez tartozik.

## Fekvése
Az Isztriai-félsziget nyugati részén, Poreč központjától 3 km-re keletre, a Porečből Tinjan felé vezető út mellett fekszik. A zömmel kőházakból álló településközpont körül új lakóházak épültek, amellyel a település Poreč elővárosává nőtte ki magát.

## Története
Vrvari tágabb területén már a történelem előtti időkben is éltek emberek. A Veleniki felé eső Petrovac nevű határrészén illír erődítmény állt, ahonnan számos bronzkori lelet került elő. A római korban területe a közeli Parentium városához tartozott. Római sírok is kerültek elő innen. A falu közelében haladt el a parentiumi Decumanus maximus, a település kelet-nyugati főutcájának meghosszabbítása. A kora középkori település maradványain alapította meg 1595-ben Juraj Filipin poreči kapitány Varvari települést, ahova az akkor szintén Velencéhez tartozó Dalmáciából a török hódítás elől menekült tengermelléki pásztornépeket (ún. morlákokat) telepített le. Az újonnan érkezettek megművelték a környező földeket, mely a település terjeszkedéséhez vezetett. Megváltozott a mezőgazdaság szerkezete is, mivel ezt követően az állattartás egyenrangúvá vált a földműveléssel.
A helyi közösség vezetését a zsupán látta el. A lakosság további gyarapodása a következő évtizedekben is folytatódott. 1622 után újabb jelentős betelepülési hullám érkezett Dalmácia, Montenegró, Bosznia, Albánia, Friuli, Treviso és a görög Kréta szigetének területeiről. A következő viharos időszakban Varvari Poreč városának a tágabban értelmezett részévé vált. A 19. század végén felerősödtek a társadalmi és nemzeti különbözőségek miatt feszültségek, a parasztság kizsákmányolása. 1897 márciusában egy parasztok elleni támadásban sebesült meg súlyosan Marko Pauletić, mely a helyi parasztok lázadásához vezetett. A feszültség lecsendesítése Matko Laginja pólai ügyvéd érdeme volt, aki megakadályozta a parasztok elleni további erőszakos cselekményeket.
A falunak 1857-ben 104, 1910-ben 252 lakosa volt. Az első világháború után a rapallói szerződés értelmében Isztria az Olasz Királysághoz került. 1943-ban az olasz kapitulációt követően német megszállás alá került, mely 1945-ig tartott. A második világháború után a párizsi békeszerződés értelmében Jugoszlávia része lett. Jugoszlávia felbomlása után 1991-ben a független Horvátország része lett. 2011-ben 744 lakosa volt. Lakói a közeli Porečen dolgoznak, valamint mezőgazdasággal, turizmussal, vendéglátással foglalkoznak.

## Lakosság
| Lakosság változása | Lakosság változása | Lakosság változása | Lakosság változása | Lakosság változása | Lakosság változása | Lakosság változása | Lakosság változása | Lakosság változása | Lakosság változása | Lakosság változása | Lakosság változása | Lakosság változása | Lakosság változása | Lakosság változása | Lakosság változása |
| ------------------ | ------------------ | ------------------ | ------------------ | ------------------ | ------------------ | ------------------ | ------------------ | ------------------ | ------------------ | ------------------ | ------------------ | ------------------ | ------------------ | ------------------ | ------------------ |
| 1857               | 1869               | 1880               | 1890               | 1900               | 1910               | 1921               | 1931               | 1948               | 1953               | 1961               | 1971               | 1981               | 1991               | 2001               | 2011               |
| 104                | 115                | 157                | 164                | 192                | 252                | 291                | 224                | 164                | 125                | 120                | 158                | 306                | 639                | 523                | 744                |